# 6865 Dunkerley
6865 Dunkerley eller 1991 TE2 är en asteroid i huvudbältet som upptäcktes den 2 oktober 1991 av de japanska astronomerna Yoshio Kushida och Osamu Muramatsu vid Yatsugatake-Kobuchizawa-observatoriet. Den är uppkallad efter Charlotte Herschel Dunkerley, släkting till den tyske astronomen William Herschel.
Asteroiden har en diameter på ungefär 3 kilometer.